# 皮金
皮金（Pikine）是非洲國家塞內加爾西部的城市，由達喀爾區負責管轄，位於達喀爾以東，海拔高度15米，於1952年4月建城，人口因農村膨脹而迅速增長，2005年人口834,246。

## 外部連結
- GeoHive: Senegal （页面存档备份，存于）
- Quartiers du Monde: Histoires Urbaines
- Projet urbaDTK
- RUAF Foundation: Pikine (Dakar - Senegal)